# Wei Meng

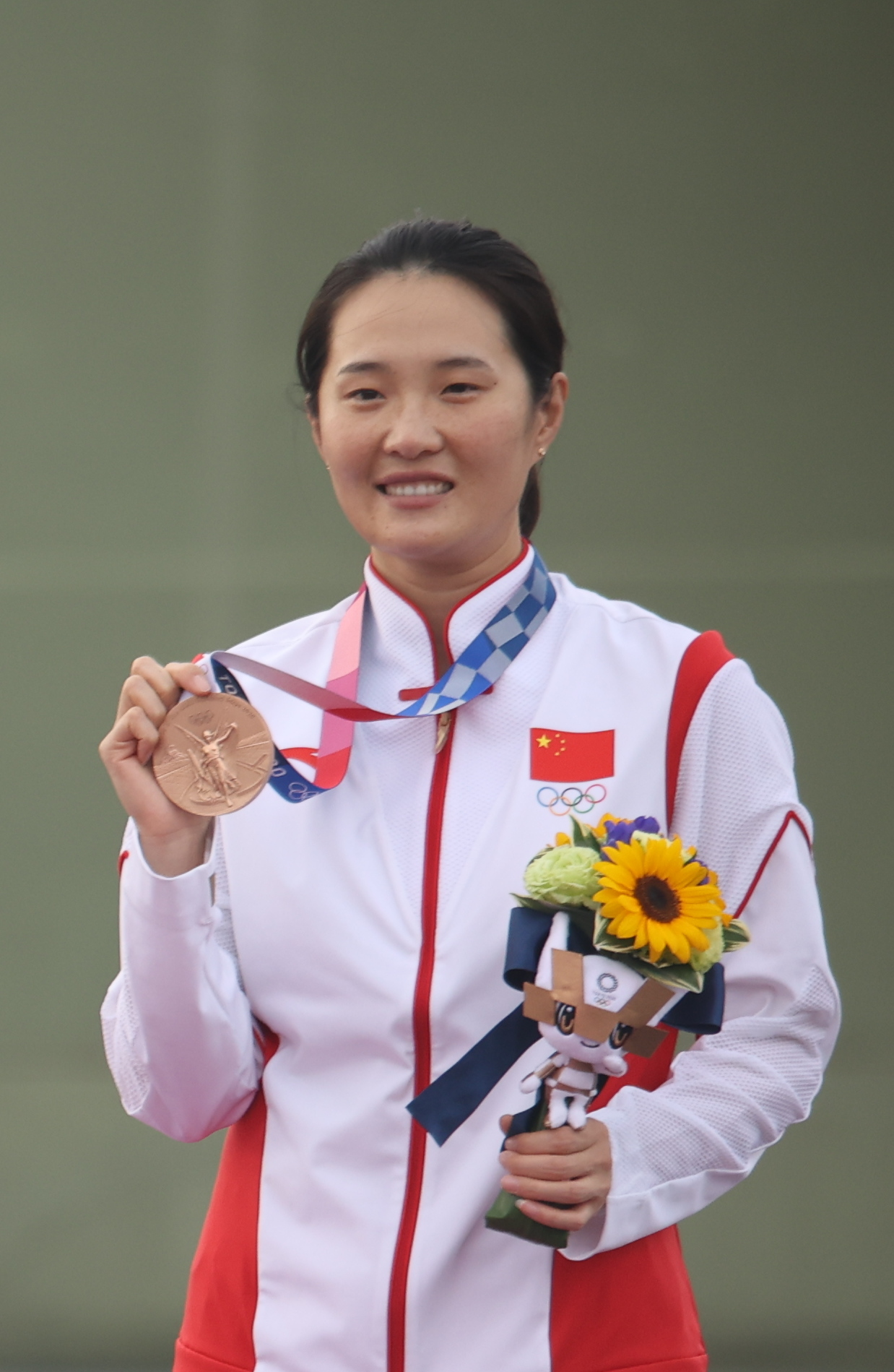
Wei Meng

Wei Meng, född 14 juni 1989 i Laizhou, är en kinesisk sportskytt.
Hon blev olympisk bronsmedaljör i skeet vid sommarspelen 2020 i Tokyo.